# 正义喷泉 (伯尔尼)
正义女神喷泉（德語：Gerechtigkeitsbrunnen，意为“正义喷泉”）是位于瑞士联邦首都伯尔尼的一座喷泉，也是唯一一座至今保持初始设计元素的喷泉。现为瑞士国家文化财产。

## 概述

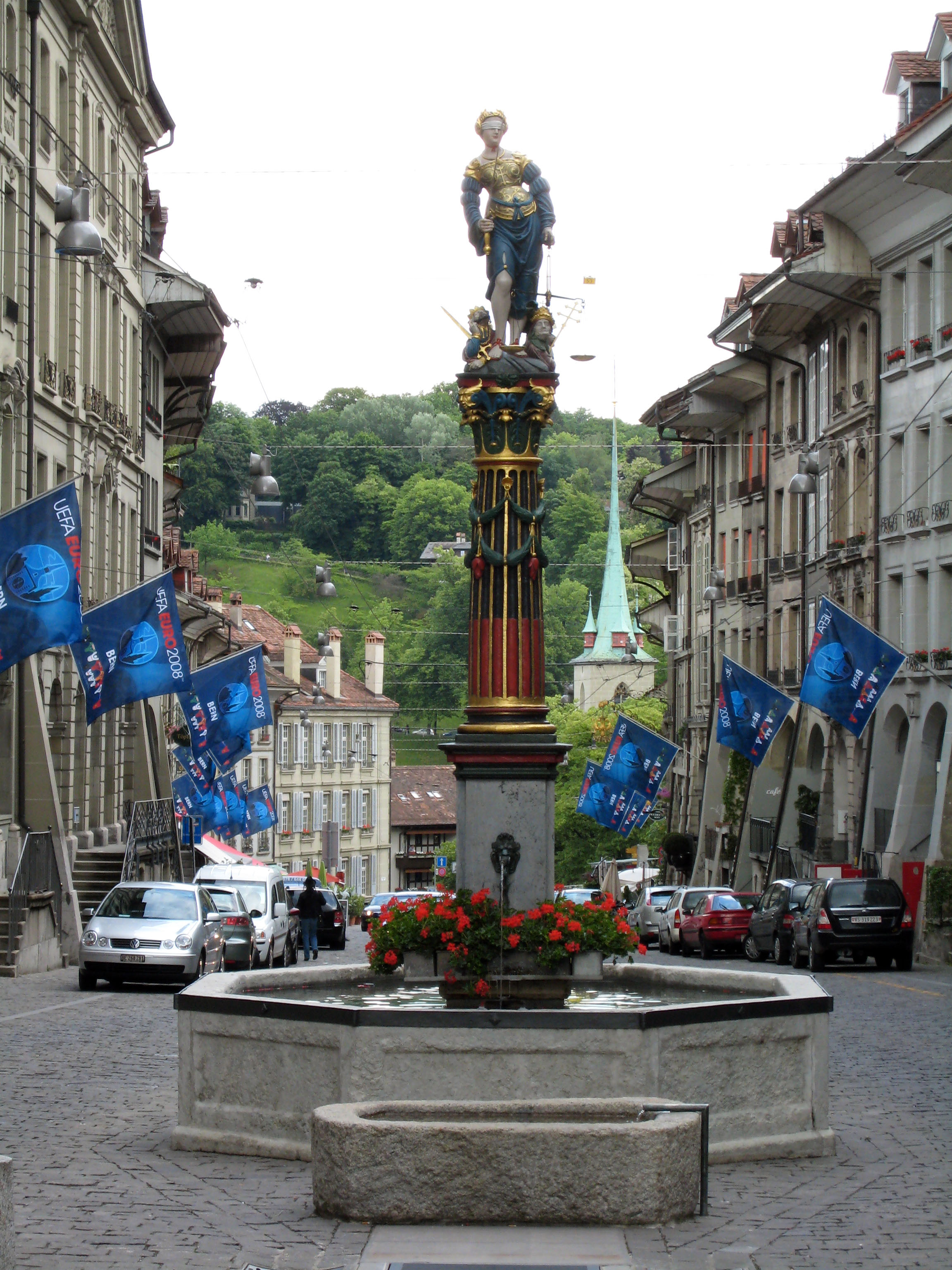
正义女神喷泉正面观

喷泉坐落在伯尔尼老城的正义大街（Gerechtigkeitsgasse）中央，因泉柱上汉斯·格林（Hans Grieng）所作的古罗马正義與司法女神朱斯提提亞（拉丁語：Iustitia）雕像而得名。正义女神右手持剑，左手持天平。在她的脚畔，四个人物小像，分别代表教宗、皇帝、苏丹和自治市鎮官，象征着文藝復興人文主義总结的四种统治形式：神权制、君主制、独裁制与共和制。

## 影响
格林的正义女神像成为之后一百余年中喷泉设计者的范本。瑞士各地至今尚存十余座与之类似的喷泉，其中索洛图恩、洛桑、布德里、居德勒凡和纳沙泰尔的正义女神喷泉与其高度相似，阿劳、比尔、布格多夫、布魯格和温特图尔的版本则深受其影响。